# Spitsyncultuur
De Spitsyncultuur (Russisch: Спицынская культура, Spitsynskaja koeltoera) was een archeologische cultuur van het laatpaleolithicum in de Midden-Donregio van Rusland, gedateerd ca. 37.000-32.000 BP. De typesite is Kostjonki-17, vernoemd naar Aleksandr Spitsyn. 
De cultuur werd aangetoond in bewoningslagen onder en direct boven aslagen van de uitbarstingen van de Campi Flegrei in Italië. Ze was deels gelijktijdig met de oudere Streletskicultuur, waar ze echter sterk van verschilde. De Streletskicultuur had nog kenmerken van een overgangscultuur tussen het midden- en laatpaleolithicum, met deels Moustérien-gebaseerde Levalloistechnieken. De Spitsyncultuur had daarentegen een volledig laatpaleolithisch karakter zonder enige Moustérieninvloeden of tweezijdige bewerking, gebaseerd op klingen die van een prismatische kern werden afgeslagen. Naast klingen komen schrabbers, stekers en gekartelde werktuigen voor. Als grondstof gebruikte men zwarte vuursteen van hoge kwaliteit, de dichtsbijzijnde bronnen waarvan op ten minste 150 km afstand lagen.
Benen artefacten worden op de site Kostjonki 17 vertegenwoordigd door van de ellepijp van een knaagdier gemaakte priemen, fragmenten van benen punten, en werktuigen van mammoetivoor. Als siervoorwerpen werden hangers uit hoektanden van poolvossen, en van belemnieten, koraal en kiezelsteen gevonden.  
Woonstructuren zijn nog niet aangetroffen. 
De cultuur werd opgevolgd door de Telmancultuur, die eveneens een volledig laatpaleolithisch karakter had, en de Gorodtsovcultuur, die evenals de Streletskajacultuur nog Moustérien-invloeden vertoonde.